# والپک، نیوجرسی
والپک (به انگلیسی: Walpack Township) شهری در ایالت نیوجرسی کشور ایالات متحده آمریکا است که جمعیت آن در سرشماری سال ۲۰۱۰ میلادی، ۱۶ نفر بوده‌است.